# 霸王國際

霸王洗髮水標誌

霸王洗髮液（BAWANG，港交所：1338），正名為霸王國際（集團）控股有限公司（BaWang International（Group）Holding Limited），從事生產中藥洗髮水，是中國第四大洗髮水生產商，以中草藥洗護髮市場作為定位，市場佔有率於2009年初佔全國46.3%，並先後請得國際影星成龍、王菲、甄子丹、鄭裕玲等人當廣告代言人。 公司在開曼群島註冊，總部在中國廣州白雲區華南北路，而香港寫字樓在九龍尖沙咀柯士甸道麗斯中心。
公司創辦人兼主席是陳啟源夫婦，他們持有加拿大國籍，在業內有15年相關經驗。其产品主要销往中国大陆、马来西亚、香港和新加坡。

## 公司及旗下產品的發展簡史
- 1989年，陳啟源成立「廣州霸王化妝品有限公司」。
- 2003年拍攝新一輯廣告，並邀得「Do姐」鄭裕玲出任代言人。
- 2006年，公司被評為中國品牌建設十大優秀企業，品牌則被評為中國化妝品十大影響力品牌，總經理萬玉華女士被授予中國品牌建設十大優秀企業家榮譽稱號。
- 2006年6月9日，霸王獲香港生产力促进局頒予「最佳創建品牌奬」。7月，品牌被評為「廣州市著名商標」和「廣東省著名商標」。
- 2007年，品牌被評為「中國馳名商標」。
- 2008年，霸王洗髮水入選行業標誌品牌。
- 2009年5月，公司在中國市場推出「追風」系列。該系列覆蓋洗髮、護髮和沐浴三種主要品類產品。公司繼而在同年10月在香港推出追風系列。
- 2009年7月3日，公司於香港交易所主板上市。[4] 招股價2.38港元，超額認購大约446倍，首日股份上升27.31%。
- 2009年12月，公司推出「本草堂」系列。該系列是中草藥護膚產品，目標客戶群主要是白領女性。
- 在2009年底，集團還推出了「霸王男士系列」。該系列涵蓋洗髮、護髮、沐浴三種主要品類產品，是公司在同一年推出的第三個新系列。
- 2009年，公司被廣東省科學技術廳評為「全國高新技術企業」。
- 公司於2010年3月8日被列入恒生綜合指數成份股。
- 2010年，霸王成为广州亚运会运动员指定洗发水。
- 2010年，公司推出一款新的中草藥飲料系列產品——霸王凉茶。公司並計劃在同年稍後時間推出一系列新的中草藥家居清潔產品。公司隨後將走向擁有由個人護理用品、飲料、家庭護理這三類主要產品組成的綜合產品組。由于霸王集团经营欠佳，2013年，霸王全面退出凉茶市场[5]。

## 旗下品牌
- 霸王（历任代言人：戴展国、温碧霞、鄭裕玲、成龍、金喜善、毛不易、霍尊、SNH48-孙芮）
- 霸王男士（已停售，代言人：成龍）
- 追風（历任代言人：王菲、韩庚）
- 本草堂（代言人：王菲）
- 霸王涼茶（已停产，代言人：甄子丹）
- 丽涛（代言人：S.H.E，已解约）
- 雪美人（代言人：景甜）

## 控告壹周刊
2010年7月14日，壹傳媒旗下刊物《壹週刊》以「霸王致癌」為題，指稱霸王旗下兩款中草藥洗髮露及洗髮水含有化學物質二噁烷。受報導影響，霸王當天早上股價應聲急跌最多18%，中午收市跌14.11%。股份隨即宣佈下午停牌，管理層並且召開分析員會議並發出通告 和嚴正聲明，強調製造洗髮水的原產品含二噁烷是無可避免，且旗下產品二噁烷含量遠低於國際（包括中國、香港和歐美）安全指引；對於誇張失實的惡意報道表示震驚，並且研究採取法律行動。
公司宣佈股份在翌日（7月15日）復牌。復牌首日股份股價持續受壓，再跌近8%。7月14日至7月16日的兩日半交易時段（已剔除停牌的半天），公司股價累計下挫22%，市值蒸發逾38億港元。
最終，國家食品藥品監督管理局為有關產品進行抽驗。抽驗結果顯示檢測樣本中的二噁烷含量水平不會對消費者健康產生危害，含量更遠低於世界最嚴格安全標準。霸王國際發出聲明，指「惡意報道不僅損害企業的對外形象，給企業在經濟上造成不可挽回的損失，嚴重損害了企業和行業的利益，更影響了社會的穩定。」，決定對有關週刊進行法律起訴。
二恶烷事件曝光后，霸王集团的业绩急转直下，产品已经落入日化品牌“第二梯队”，广告宣传次数大幅减少。2015年1月，霸王集团发布的盈利预警公告显示，2014年销售额同比下降约38%，预计2015年仍将继续亏损。
2016年5月23日，香港高等法院判壹週刊誹謗霸王成立，須賠償300萬元，及支付霸王一方八成訟費。法官認為涉案報道向霸王作出十分嚴重的指控，涉案女記者依賴個人判斷，錯誤得出安全標準是10ppm的結論。法官批評該記者不是科學家，但無理地只選用10ppm安全標準，是「完全不合邏輯、任意及無科學根據」的做法，將自己「頑固」的意見強加於讀者身上。

## 虛假宣傳事件
2010年9月，該公司生產的「霸王男士」旗下兩款產品，在未取得「特殊用途化妝品批准文號」的情況下，在包裝上標註了違反食品藥品監督管理局《化妝品衛生監督條例》等有關規定的宣傳字樣，受到廣東省食品藥品監管局查處，並依法下發《責令改正通知書》責令改正。
消息傳出後翌日，該公司股價曾經裂口下挫逾一成，其後公司突然宣佈停牌。

## 流行文化
在2015年初，霸王洗发水广告中的“Duang”台词，成为了网络流行语，后被网友进行了恶搞。